# Македонци у Шведској
Према званичном попису становништва из 2006. године, у Шведској живи 3.669 етничких Македонаца. Шведски имигрантски центар је 2008. известио да у Шведској има 6.000 Македонаца.

## Имиграција
Македонци су почели да емигрирају у Шведску после Другог светског рата. Многи од њих су изворно били словенски говорници грчке Македоније, којима су се касније придружили Македонци из Југославије. Македонско становништво се увелико населило у југозападном региону Шведске. Многи имигранти су се населили у градовима као што су Стокхолм, Малме, Гетеборг, Еслев, Хелсингборг, Трелеборг, Еребро и Векше. Шведска влада званично признаје македонску мањину која је присутна у Шведској.

## Организације и култура
Македонци у Шведској су добро организовани кроз многа удружења и законом су признати као македонска мањина. Широм Шведске постоји преко 20 регистрованих македонских удружења, међу највећима су:
- Makedoniska Riksförbundet i Sverige / Македонска унија, Гетеборг
- Makedoniska kulturföreningen Goce Delcev / Куд Гоце Делчев, Гетеборг
- Kulturföreningen Makedonija / Куд Македонија, Малме

Македонска удружења делимично финансира шведска влада. Постоје и посебне одредбе које је донела шведска влада за образовање на македонском језику. Сваке године различите организације одржавају Зимски Фестивал (енгл. Winter Festival). Удружења организују и такмичења лепоте, вечери поезије и дискотеке. Организације су такође имале везе са Македонцима у Данској. Такође воде суботње школе и хуманитарне активности. У Шведској делују три женске групе:
- Гоце Делчев из Гетеборга
- Кочо Рацин из Бороса
- Македонија '91 из Халмстада.

## Религија
Македонци у Шведској су претежно православне вере. Дана 14. јануара 1973. основали су прву македонску православну црквену општину (МПЦО) у Европи посвећену Светом Науму Охридском. У Шведској тренутно постоје две македонске православне цркве, Makedoniska ortodoxa kyrkan Sveti Naum Ohridski у Малмеу које имају 4000 верника, и Makedoniska Ortodoxa Kyrkliga Församlingen у Гетеборгу. Оба су део Македонске православне цркве, коју предводи митрополит европске епархије.

## Спорт
Македонска заједница има свој фудбалски клуб, под именом ИФ Вардар из Гетеборга, који игра у шведској лиги „Division 5A“.

## Медији
Многи облици медија су основали Македонци у Шведској. Они имају своје новине под називом „Македонски Весник“ које је први пут издала 1978. године „Makedoniska Riksförbundet i Sverige“, македонска заједница у Шведској. Лист информише Македонце у Шведској о темама које се односе на њих у Шведској и Северној Македонији. Основали су и сопствену радио станицу у Гетеборгу, која се зове Македонски Глас (швед. Makedonisk Röst), који емитује програм на македонском језику.

## Значајни Македонци из Шведске
- Дејан Кулушевски, фудбалер
- Диме Јанкуловски, фудбалер
- Иксел Османовски, фудбалер
- Сибел Реџеп, певачица
- Горан Славковски, фудбалер
- Андра Генератионен, македонска музичка група из Шведске